# Ce qui est à nous

Ce qui est à nous est une série de bande dessinée.

## Synopsis
« Ceci est l'histoire d'une nation. Celle qu'on a surnommée « le cinquante-deuxième état ». Mafia, Cosa Nostra, Camorra, Organisation, Syndicat… Appelez-la comme vous voudrez. C'est aussi l'histoire des hommes qui l'ont bâtie. Rothstein, Luciano, Lansky, Costello… C'est enfin et surtout l'histoire de leur ville : New York. »

## Albums

### Tome 1:La Mano nera(1999)
New York, East Side, fin 1909.
Un gamin d'origine italienne entend ce qu'il n'aurait jamais dû entendre : un artisan racketté doit remettre 1 000 dollars à la Mano Nera (autrement dit, la Mafia). L'information parvient jusqu'à deux petits voyous : Salvatore Lucania et Alfonse Caponi, que le monde entier apprendra à connaître dans quelques années sous les noms de Lucky Luciano et Al Capone. Ils décident de monter leur premier coup.

### Tome 2:La Mort d’Herman Rosenthal(2000)
Nous sommes en 1912. Dans le petit monde des apprentis truands new-yorkais, quelques jeunes ambitieux commencent à se faire un nom. Parmi eux, Arnold Rothstein et Herman Rosenthal, deux truands juifs particulièrement habiles à louvoyer dans les eaux troubles de la politique new-yorkaise. Mais lorsque Big Tim Sullivan, leur protecteur et mentor, perd de son influence, la situation se dégrade… Le moment est venu de choisir son camp et personne n'a droit à l'erreur...

### Tome 3:Hampton Farms(2000)
Nous sommes en 1916. La guerre déchire le vieux continent mais sévit également dans les rues du Lower East Side. Une guerre pour survivre, pour se faire un nom, pour grandir… La vie de criminel accompli est faite de hauts et de bas et le destin a plus d'un tour dans son sac, comme vont le découvrir à leurs dépens Lucianio, Costello et Capone...

### Tome 4:Le Pari(2001)
New York, 1917. Tandis que les États-Unis se préparent à entrer en guerre, Meyer Lansky et Benny Siegel forment la bande de Grand Street, et réalisent leur premier coup. Leur route va croiser celle de Leland Turner, un parasite de salon qui a parié, et gagné, avec le puissant joueur Arnold Rothstein. Un pari qui risque fort de lui poser de gros problèmes...

### Tome 5:Le Ticket gagnant(2002)
New York, automne 1919. L'Amérique va basculer dans une nouvelle ère : la loi instaurant la Prohibition est sur le point d'être votée. Tandis que Bugsy Siegel et Al Capone font régner la terreur, le jeune Franck Costello, figure montante du crime, décide de créer une loterie clandestine. Mais appartenir au Syndicat n'exclut pas de se faire escroquer...

### Tome 6:The Big Seven(2003)
New York, 1928. La prohibition fait rage et annonce l'âge d'or du mythe du gangster, des mitraillettes « à camembert » et des fusillades de cinéma. Le gratin du crime organisé se réunit un soir de janvier au Club 21 pour sceller l'organisation à grande échelle des activités criminelles aux États-Unis...

### Tome 7:Huguenot Beach(2003)
Nous sommes en 1929. Les contours de la carte du crime new-yorkais commencent à se préciser. Avec la prohibition qui bat son plein, le gâteau que se partagent les nouveaux parrains grandit à vue d'œil. Ce qui n'empêche pas certains d'avoir les yeux plus gros que le ventre… ou que l'arsenal. Pour Charlie Luciano et sa bande, l'heure est à l'organisation. Le chaos qui règne parmi les gangs doit cesser et eux seuls sont capables d'y mettre un terme...

### Tome 8:Oyster Bay(2004)
Enfin parvenus à une trêve après l'instauration de la Prohibition, les membres de la mafia new-yorkaise se partagent les bénéfices du marché de l'alcool et resserrent leur étreinte sur l'économie grâce au krach boursier de 1929. La mort du puissant Gaetano Reina met fin à cette période faste et entraîne la plus grande guerre de clan que la mafia italo-américaine ait jamais connue.

### Tome 9:Aux matelas(2005)
En 1931, au cœur de la crise économique, qui s’est abattue sur les États-Unis, a lieu la guerre des Castellammarais. Lucky Luciano parviendra-t-il à se débarrasser de Joe Masseria, son chef si encombrant, et à prendre ensuite le contrôle de la côte Est ?

### Tome 10:Capo di Tutti Capi(2005)
Maranzano a détrôné Cola Shiro et pris le contrôle du clan des Castellammarais. Son prochain objectif ? Faire sauter la tête du gros Masseria, parrain du nord de New York ! Ainsi se poursuit la guerre entre les deux familles mafieuses les plus puissantes d’Amérique. Lucky Luciano, quant à lui, a un objectif : créer le syndicat du crime qui régira New York pour 40 ans.

## Publication

### Éditeurs
- Delcourt (collection « Machination ») : tomes 1 à 5 (première édition des tomes 1 à 5)
- Delcourt (collection « Sang Froid ») : tomes 1 à 10 (première édition des tomes 5 à 10)